# Гейл, Тьерри
Тьерри Микаэль Гейл (англ. Thierry Mikael Gale; 1 мая 2002, Бриджтаун, Барбадос) — барбадосский футболист, нападающий австрийского клуба «Рапид» и сборной Барбадоса.

## Биография

### Клубная карьера
Заниматься футболом начал в возрасте 5 лет, является воспитанником «St Leonard’s Boys School», с которым неоднократно становился победителем национальных соревнований в различных возрастах. Также выступал за «Pro Shottas Soccer School». В 2018 году дебютировал в чемпионате Барбадоса в составе клуба «Нотр-Дам», в котором за 3 матча забил 7 мячей.
В августе того же года, вместе с партнёром по сборной Рашадом Жюлем, проходил просмотр в венгерском клубе «Гонвед» и в итоге присоединился к молодёжной команде клуба. В 2020 году Гейл проходил предсезонную подготовку вместе с основной командой, а 15 августа подписал с клубом профессиональный контракт на три года. 21 августа, в матче второго тура чемпионата Венгрии, дебютировал за основной состав «Гонведа», появившись на замену на 71-й минуте встречи с МТК. Сразу в составе барбадосцу закрепиться не удалось, и лишь весной он изредка  выходил на замену.

### Карьера в сборной
За основную сборную Барбадоса дебютировал 25 марта 2018 в товарищеском матче со сборной Бермудских островов, в котором появился на замену первой добавленной минуте вместо Рашада Жюля. В сентябре 2019 года был вызван на матчи Лиги наций КОНКАКАФ и 5 сентября забил свой первый гол за сборную в игре против Сен-Мартена (4:0).

## Личная жизнь
Его отец — Дуэйн Гейл (р. 1977) также был футболистом и выступал за сборную Барбадоса.